# Băcioi, Chișinău
Băcioi este un sat și centru de comună, aflat în administrația sectorului Botanica, municipiul Chișinău, Republica Moldova.

## Geografie

### Relief și structură geologică

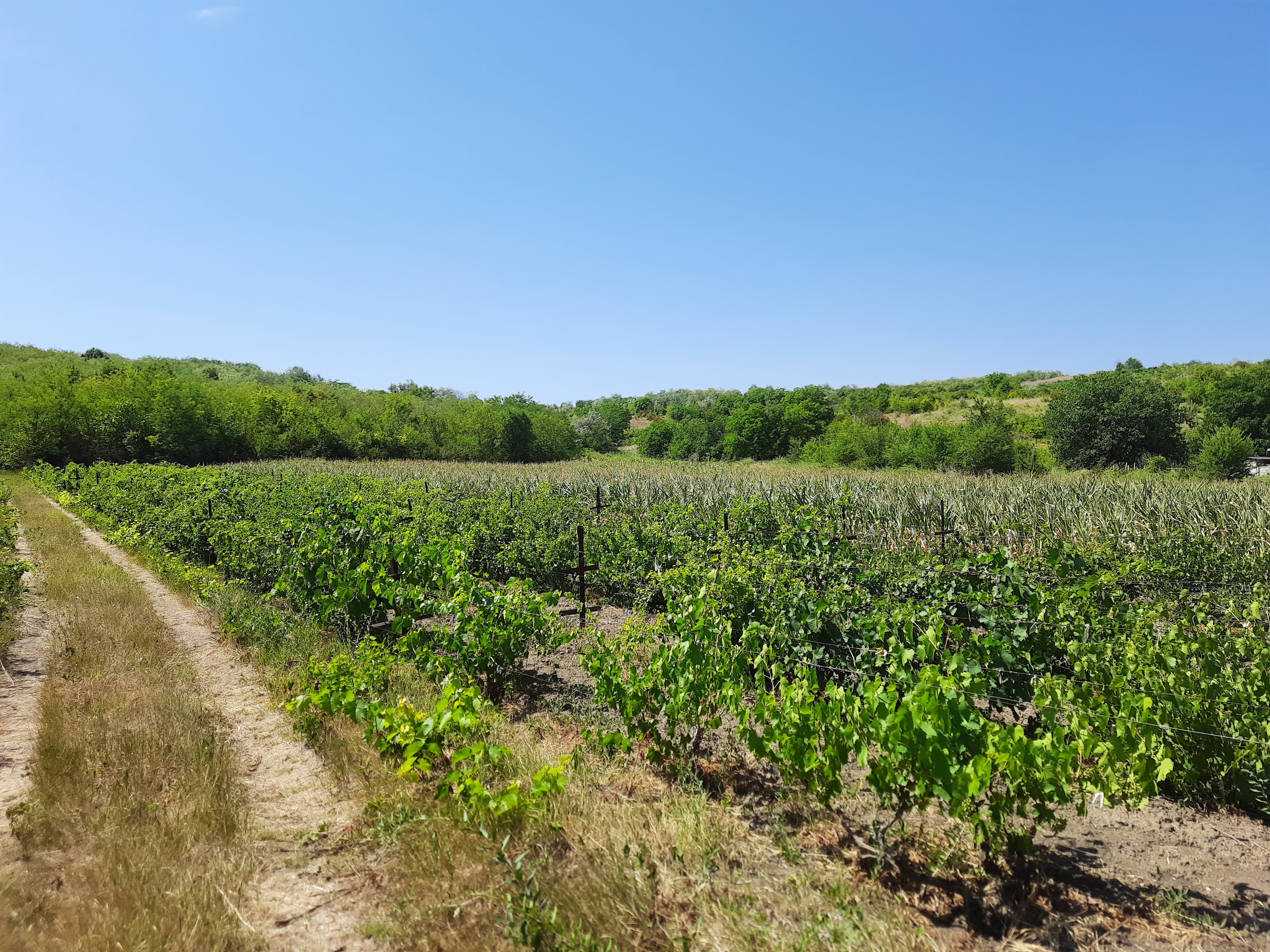
Viță de vie lângă Băcioi

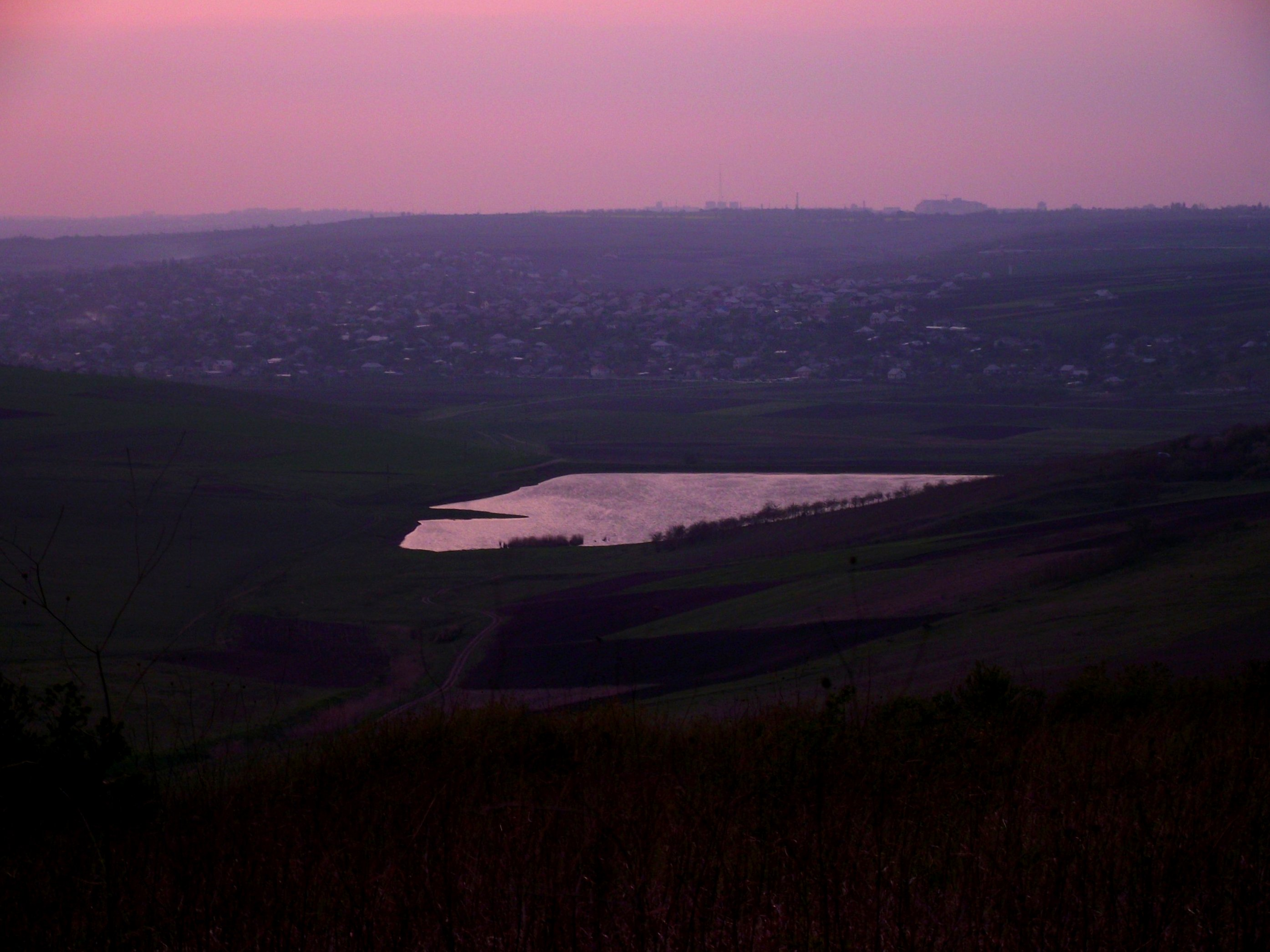
Vedere îndepărtată

Băcioiul este așezat pe 7 coline: Cornișor, Frumușica-Oana, Hlobeni, Hamzeu, Molușteni, Silășteni și Străisteni. În urma analizei hărții geologice s-a constatat că secțiunea scoarței terestre de sub Băcioi e bietajată. Etajul inferior formează fundamentul cristalin al platformelor. În Băcioi se află de asemenea și roci calcaroase în combinație cu rocile nisipoase și argiloase.

### Poziție fizico-geografică
Băcioi este așezat la 46°54'44'' lat. N și 28°53'02'' long. E. Băcioi se învecinează cu Revaca și Sîngera la est, cu Băcioiul Nou la nord, cu Chișinău la nord-vest, cu Ialoveni la vest și cu Zîmbreni, Răzeni și Țipala la sud. Este situat în partea centrală a regiunii fizico-geografice „Codru”.

### Climă
Teritoriul comunei Băcioi este situat în brâul climatic temperat, ceea ce determină particularitățile climei temperat continentale cu ierni blânde, dar uneori și cu zile geroase. Vara clima este foarte variată. În aceeași zi poate fi soare, ploi, grindină etc.

### Solul
Solul constituie principala bogăție naturală a Băcioiului. Solul în Băcioi este cernoziom obișnuit și cu carbonați; cernoziom bazic. Sunt și soluri spălăcite de diferite grade: 75% cernoziom 10% lutos-nisipos, 15% aluviale.

## Istoric

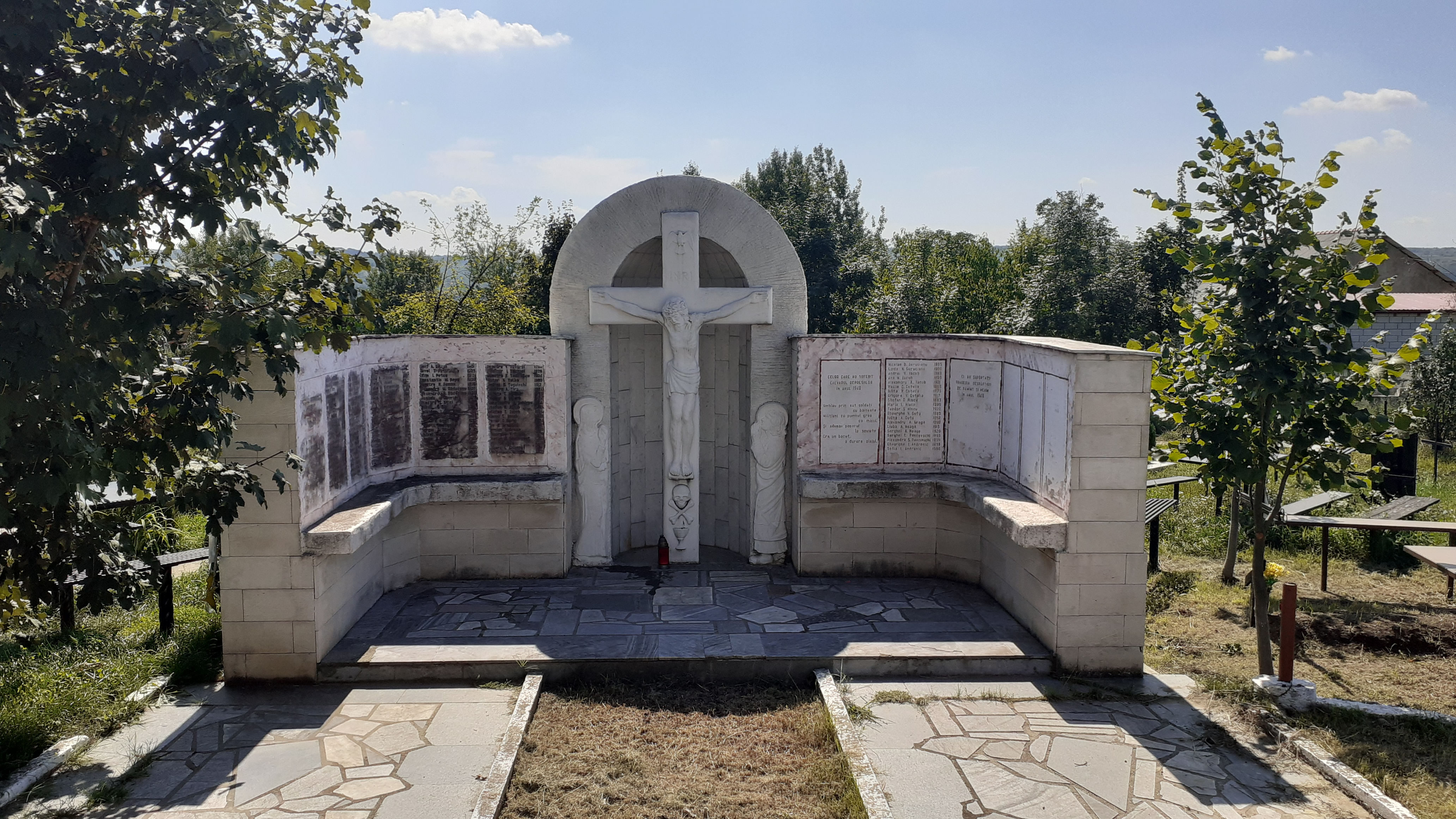
Monumentul celor care au suferit în urma represiilor comuniste.

Băcioiul e întemeiat în 1484 – 1485. Avea suprafața de moșie de aproximativ 12 mii de desetine, spun bătrînii din sat. Este așezat pe ambele maluri ale Ișnovățului, în hotarele moșiilor răzeșilor, Sîleșteni și Malușteni, prin care trecea un important drum comercial de veacuri, ce lega nu numai sudul cu centrul țării, dar și nordul cu sudul continentului prin drumul de la Varegi la greci, care după spusele bătrînilor treceau pe aici.Băcioienii numeau acest drum “Printre buci” (la sud de Brăila). Alt drum, în direcția vest-est, trecea prin centru; era un drum vechi, probabil, de o vîrstă cu satul : el venea din capitala Moldovei, trecea Prutul, șerpuind spre Tighina, spre sud – est. Cel mai bun pămînt (cernoziom), de grad superior, a fost rășpăluit de regimul comunist. Pe el s-au construit aeroportul, case de locuit, depozite, fabrici, necompensînd satului nimica pentru suprafață de cca 5000 ha în care intră tot podișul pînă la marginea Sîngerei, pe Bîc pînă la Muncești, toată Botanica, Schinoasa. În 1993 la 1 ianuarie Ferma Agricolă Bacioi dispune de o suprafață de 6218 ha de pămînt. 
Prin 1990 – 1991 s-a construit un drum bun asfaltat ce leagă Băcioiul cu țara prin sud și cu Chișinău. Distanța de la Băcioi la Chișinău este de 13 km. Populația Băcioiului, cum scrie un călător german, era caldă la suflet, binevoitoare, sinceră și obiectivă. Aspectul lor exterior se remarcă prin ”statura lor înaltă și frumoasă, prin părul caștaniu și negru, prin trăsăturile armonioase ale feței. Băcioiencile se disting prin frumusețea corpului și a feței, prin ochi frumoși și fermecători.” Frumoase calități fizice, spirituale îi înnobilează pe băcioieni: harnici, frumoși, gospodăroși, ordanați – calități moștenite din moși – strămoși. Fiecare gospodar cunoaște cu lux de amănunte, cum să lucreze ogorul, cum să cultive vița de vie, livada, orice legume, cereale, cum să le păstreze, cum să le realizeze. Femeile aveau grijă să prelucreze lîna, inul, cînepa, să țese pînză, stofă, covoare, țoluri pentru a îmbrăca familia și casa. Pentru iarnă confecționau sumane, mantale, iar pentru vară îmbrăcămintea era din țesătură fină din in și cînepă. Pentru bărbați țeseau brîie din lînă. Din blănuri făceau cojoace, bondițe, căciuli. Din lînă toarsă femeile, fetele, împleteau broboade, îmbrăcăminte pentru iarnă. Încălțămintea o confecționau din piele, bunăoară opincile. Boierii purtau cizme și ghete. Din mîncărurile preferate erau: răciturile, sarmalele, plăcintele, zama, sosul, friptura, copturile cu nucă, dulciurile, jambolul, brînza, mămăliga, ș.a. Casele se făceau din nuiele lipite cu lut, acoperișul era din stuf ori șindrilă. Casele boierilor băcioieni se deosebeau de cele țărănești. Erau construite din piatră, acoperite cu oale, cu foișor, pridvor, cîteva odăi.

## Demografie

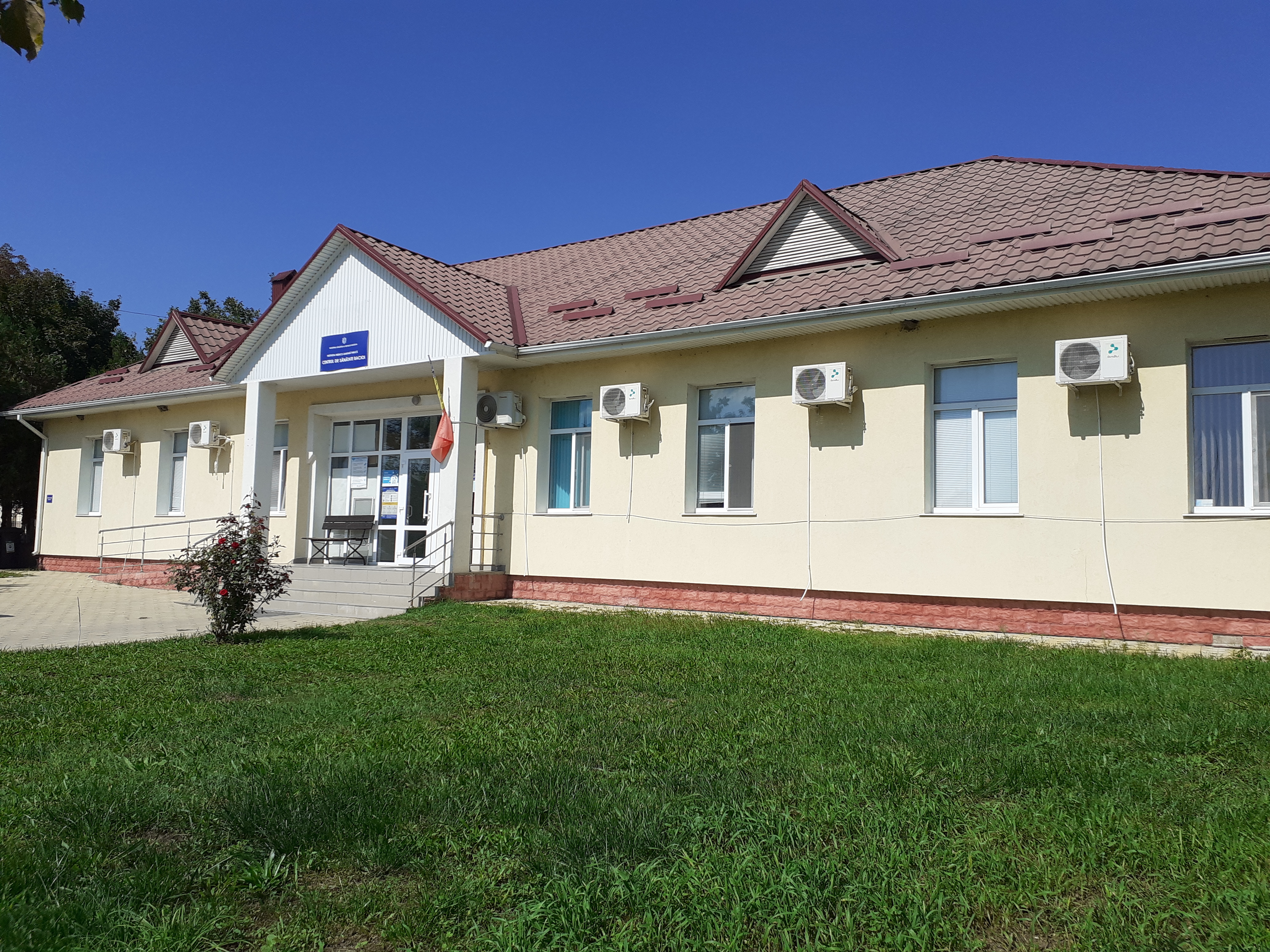
Centrul de sănătate

Dupa întemeiere, satul și-a început dezvoltarea demografică destul de lent. În 1861, în Băcioi erau 270 de gospodării cu o populație de 1086 de oameni. Conform datelor din anul 2001, în satul Băcioi locuiesc aproximativ 10680 de persoane. Până în prezent numărul acestora a crescut considerabil.

### Structura etnică
Structura etnică a satului Băcioi conform recensământului populației din 2004:
| Grup etnic | Populație | % Procentaj |
| ---------- | --------- | ----------- |
| Moldoveni  | 8351      | 96,61%      |
| Români     | 69        | 0,80%       |
| Ruși       | 113       | 1,31%       |
| Ucraineni  | 61        | 0,71%       |
| Găgăuzi    | 15        | 0,17%       |
| Bulgari    | 9         | 0,10%       |
| Polonezi   | 1         | 0,01%       |
| Alții      | 25        | 0,29%       |
| Total      | 8644      |             |

## Cultură

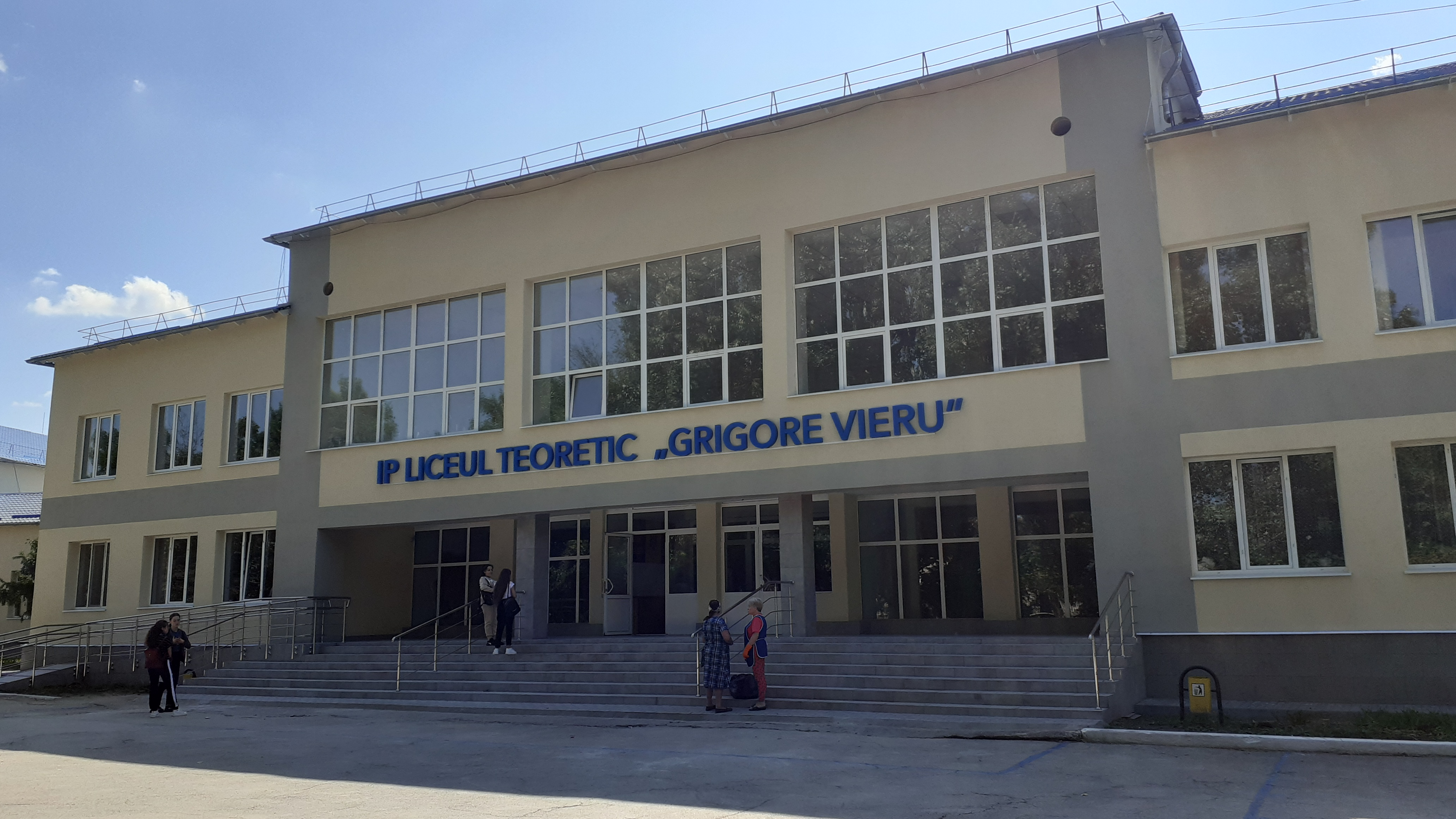
Liceul teoretic „Grigore Vieru”

În 1867 în Băcioi a fost construită biserica Sf. Apostoli Mihail și Gavriil. Este deschisă până în prezent, a activat și în timpul regimului comunist. În primăvara anului 2007 au luat start lucrările de reparație a fațadei, care a fost finisată la începutul lui 2008.
În ziua de azi Băcioiul este o comună foarte importantă datorită apropierii de capitală.
O problemă primordială este legată de ocrotirea mediului ambiant; solul este îmbibat cu chimicale și nitrați ce defavorizează sănătatea sătenilor, mai ales a copiilor. Deși conducerea satului, medicii țin cont de această problemă la ordine de zi, totuși, apa, fructele, legumele conțin încă un procent mare de nitrați. Pe lîngă aceasta în sat sînt peste 320 copii ce suferă de diferite boli; există și un număr impunător de copii handicapați fizic și intelectual.

## Galerie de imagini

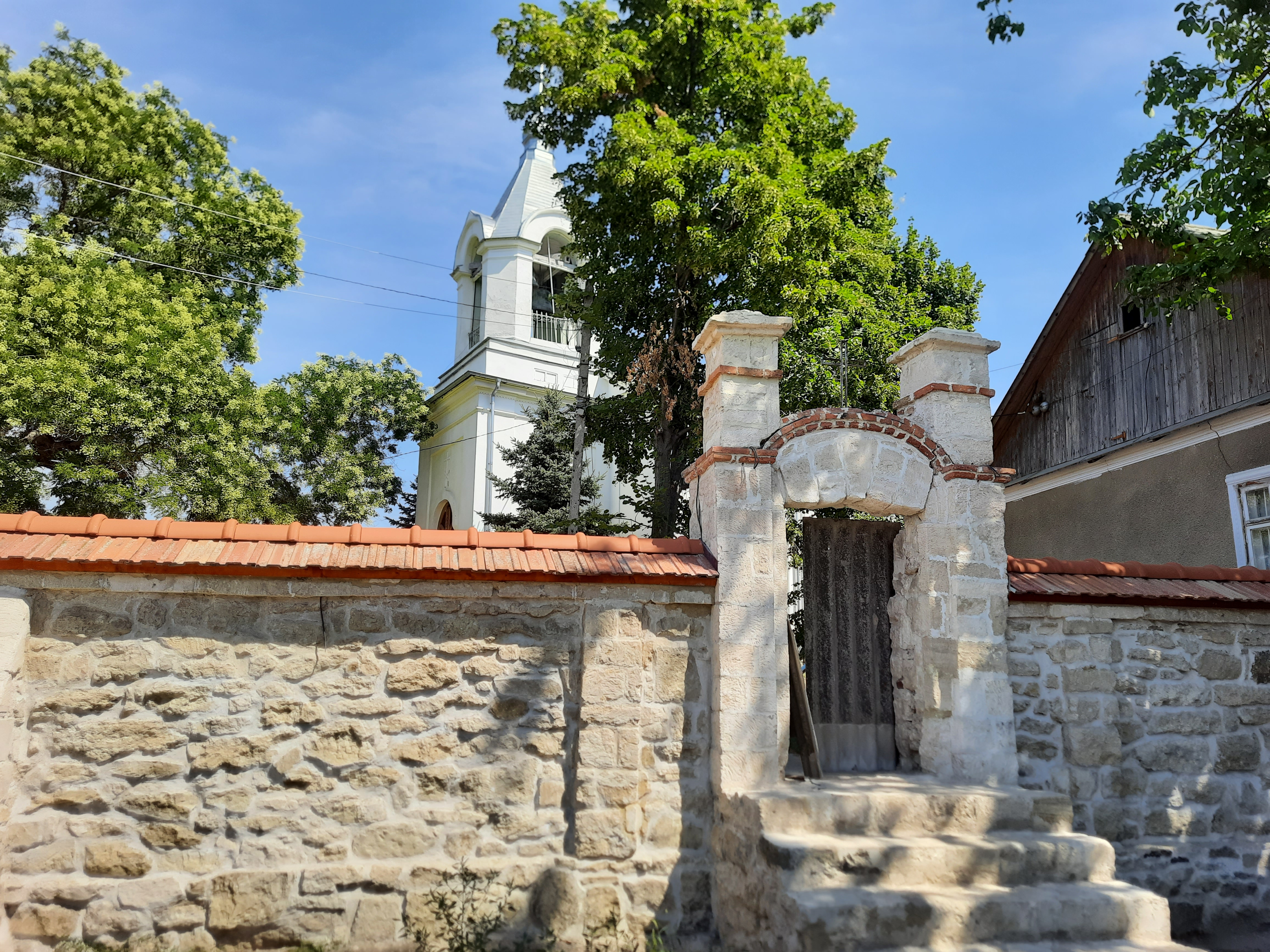
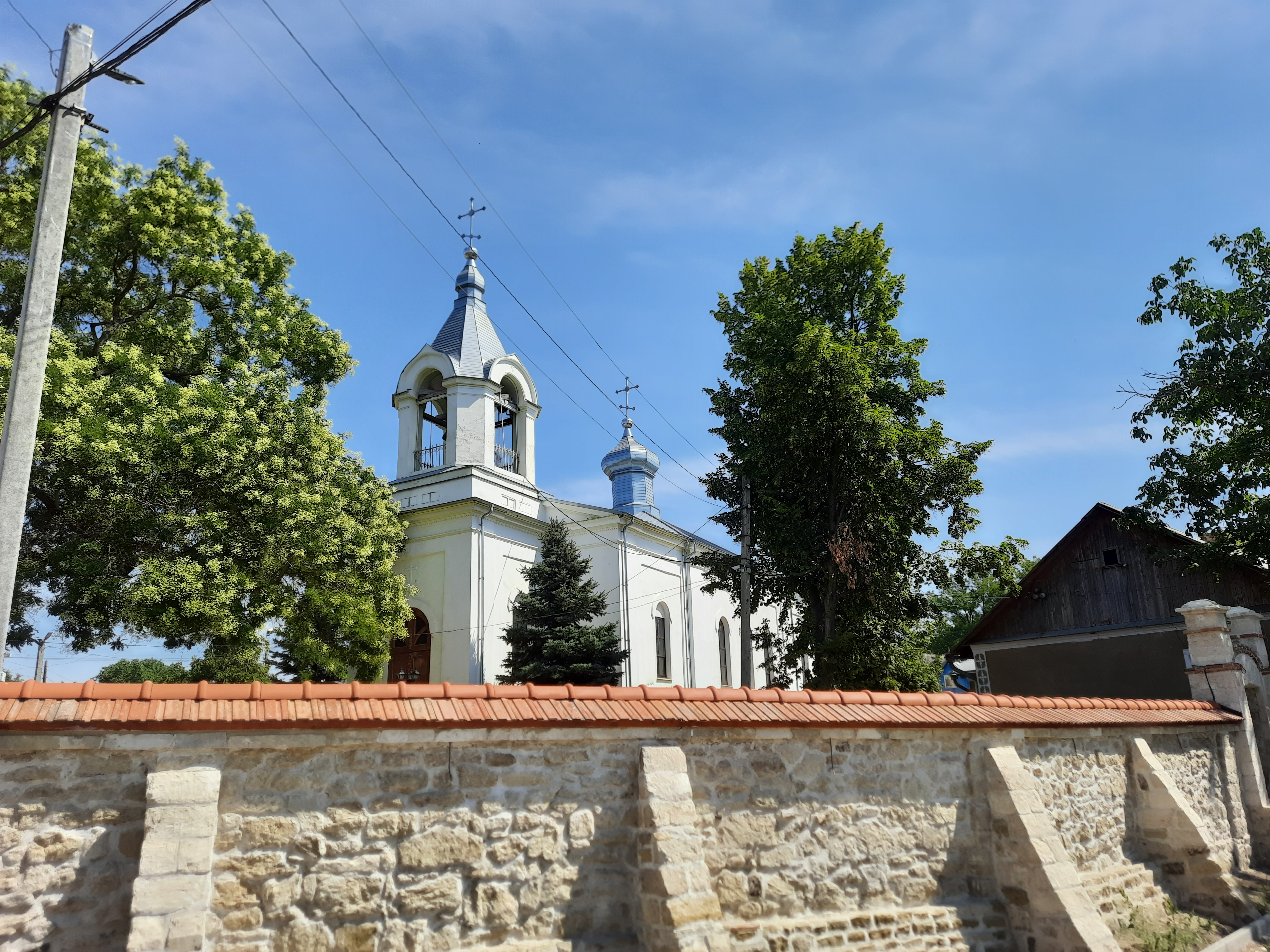
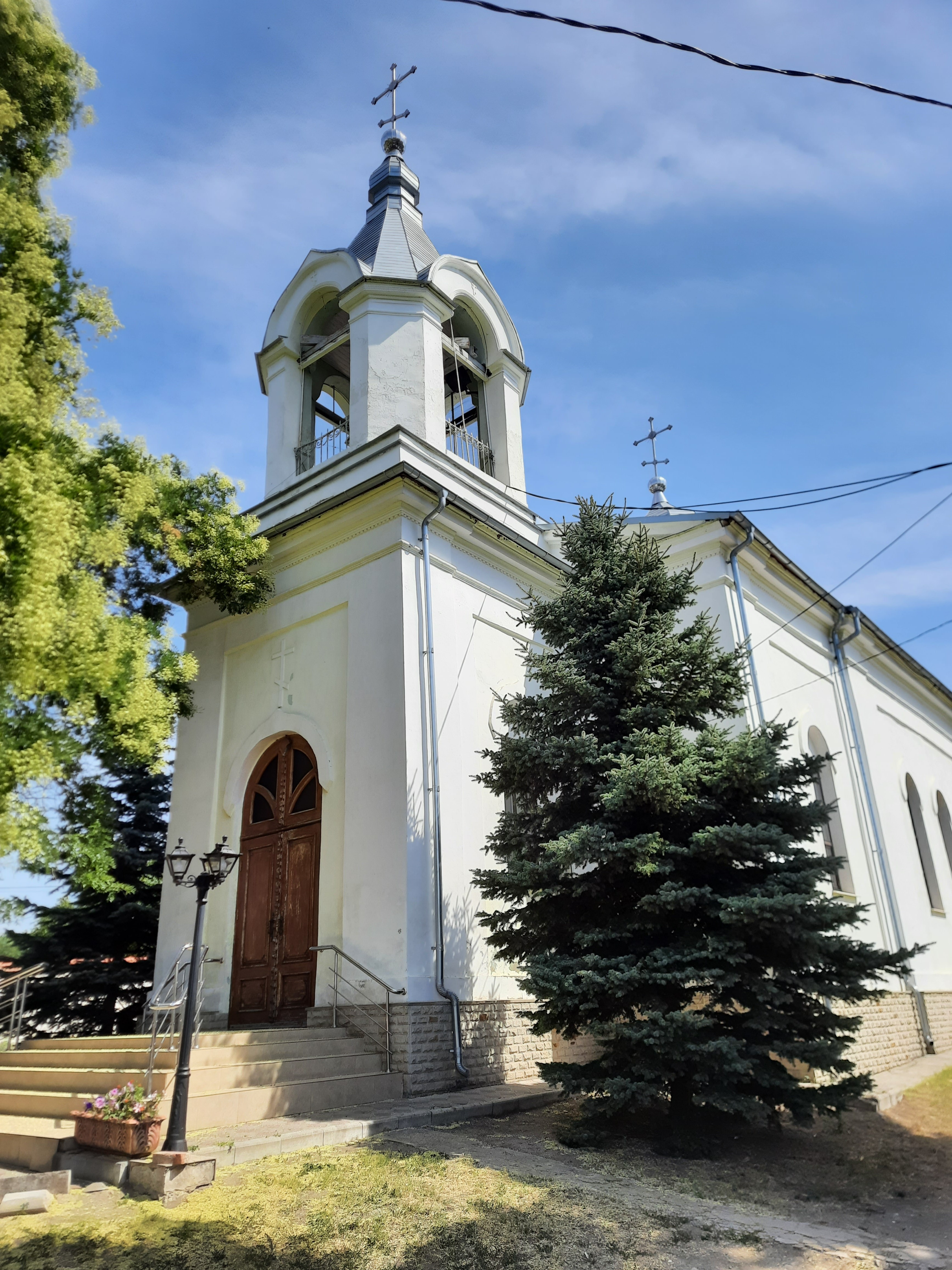
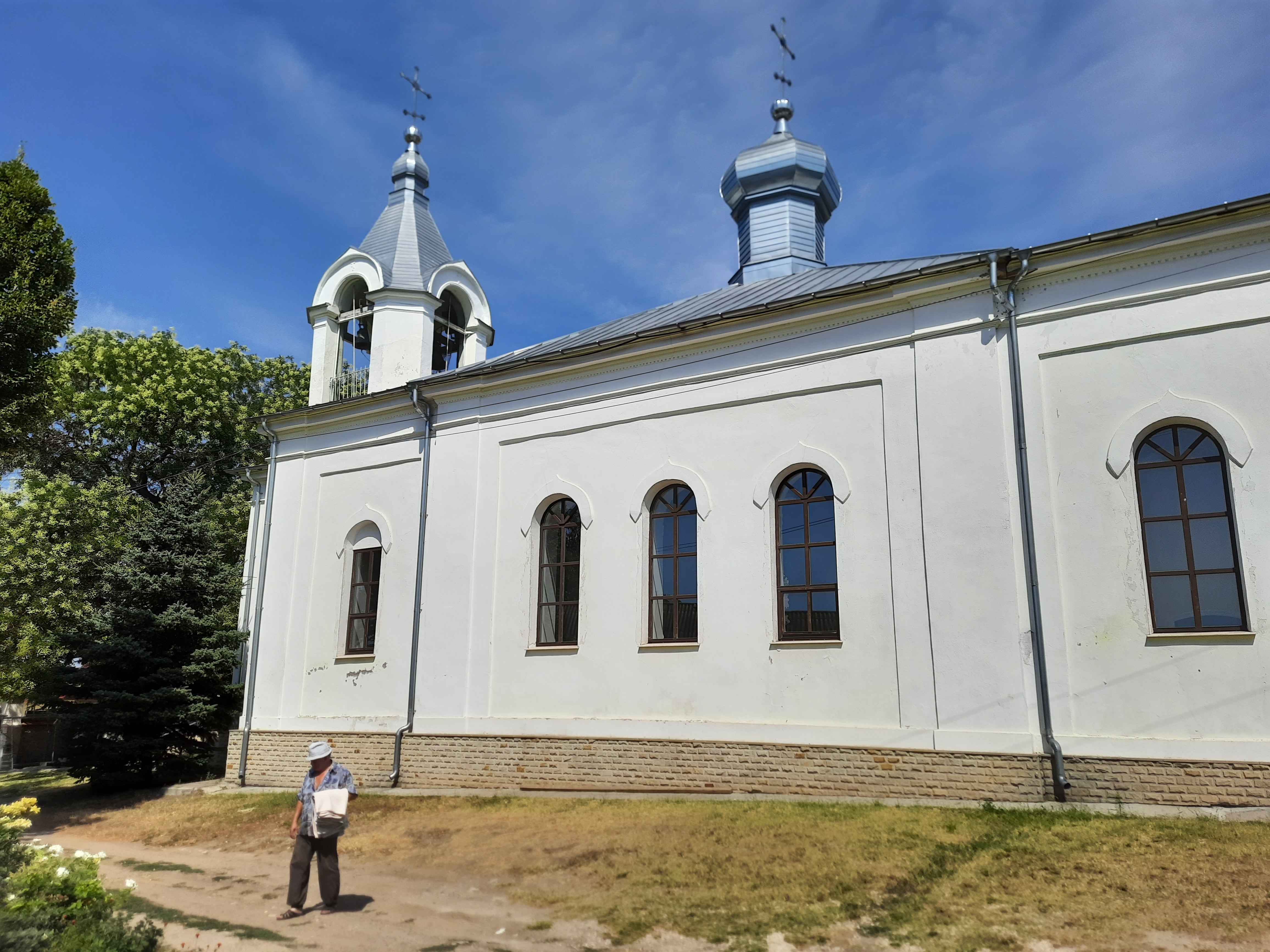
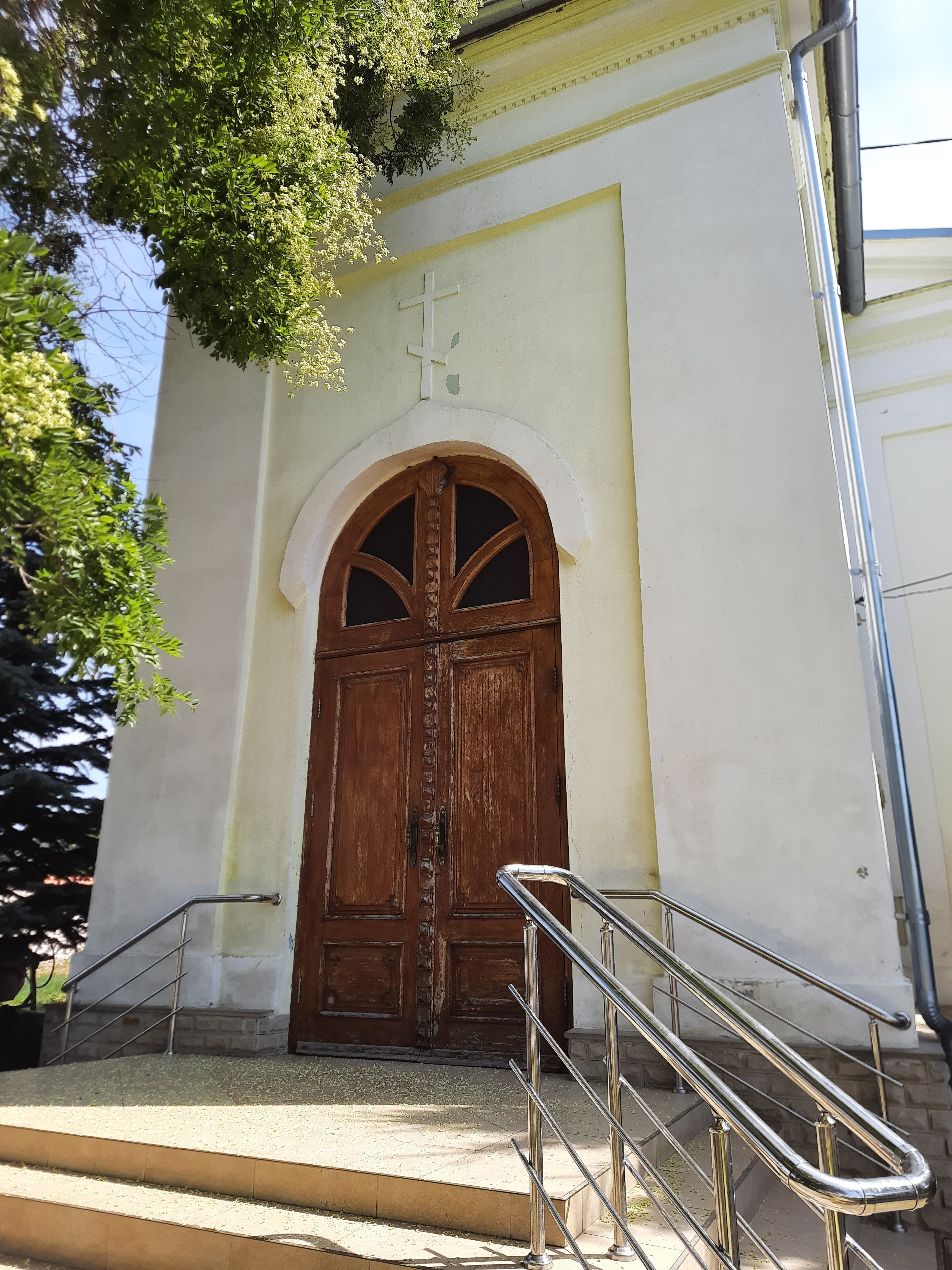
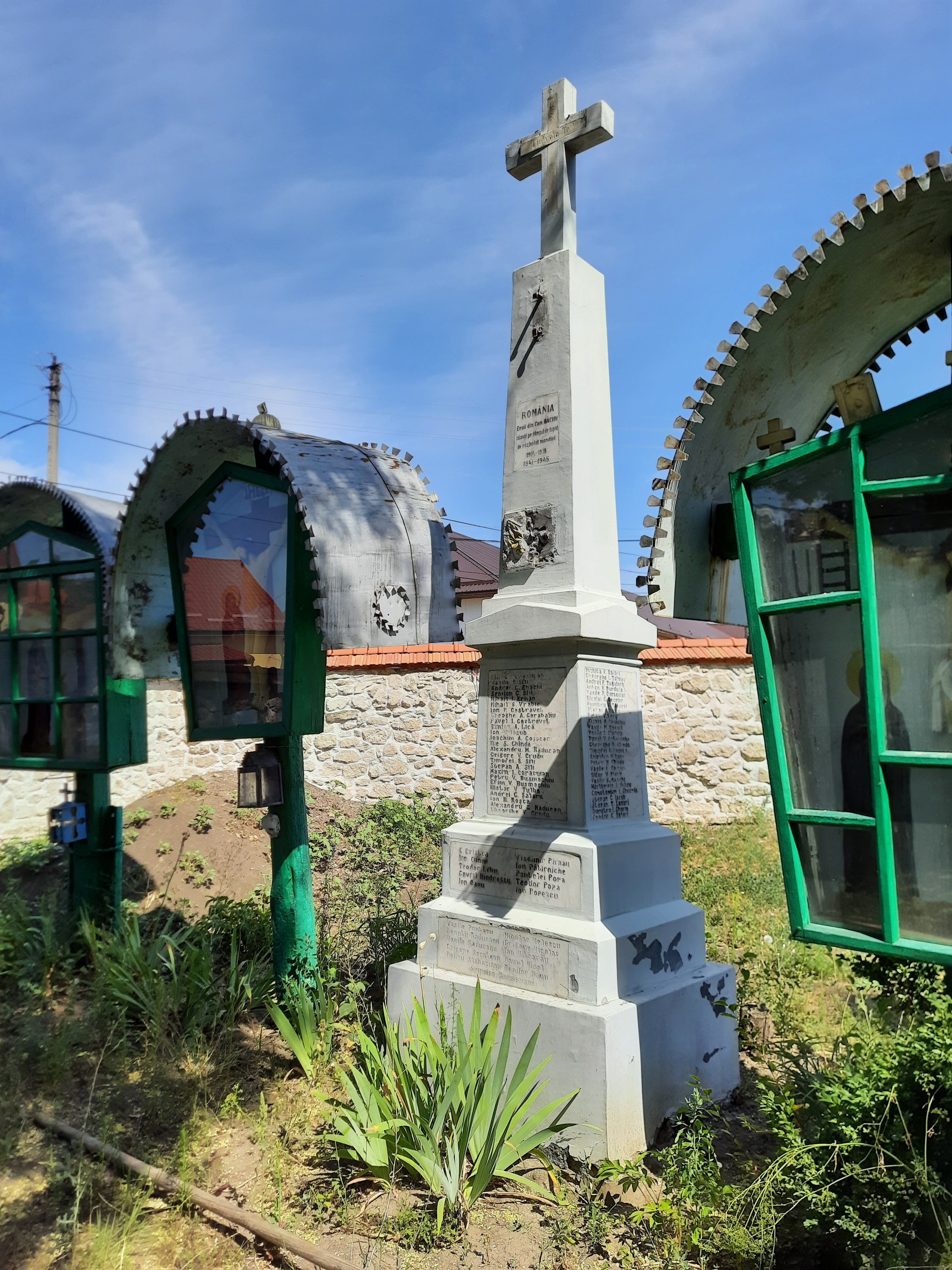

Biserica „Sfântul Nicolae”
Monumente și memoriale

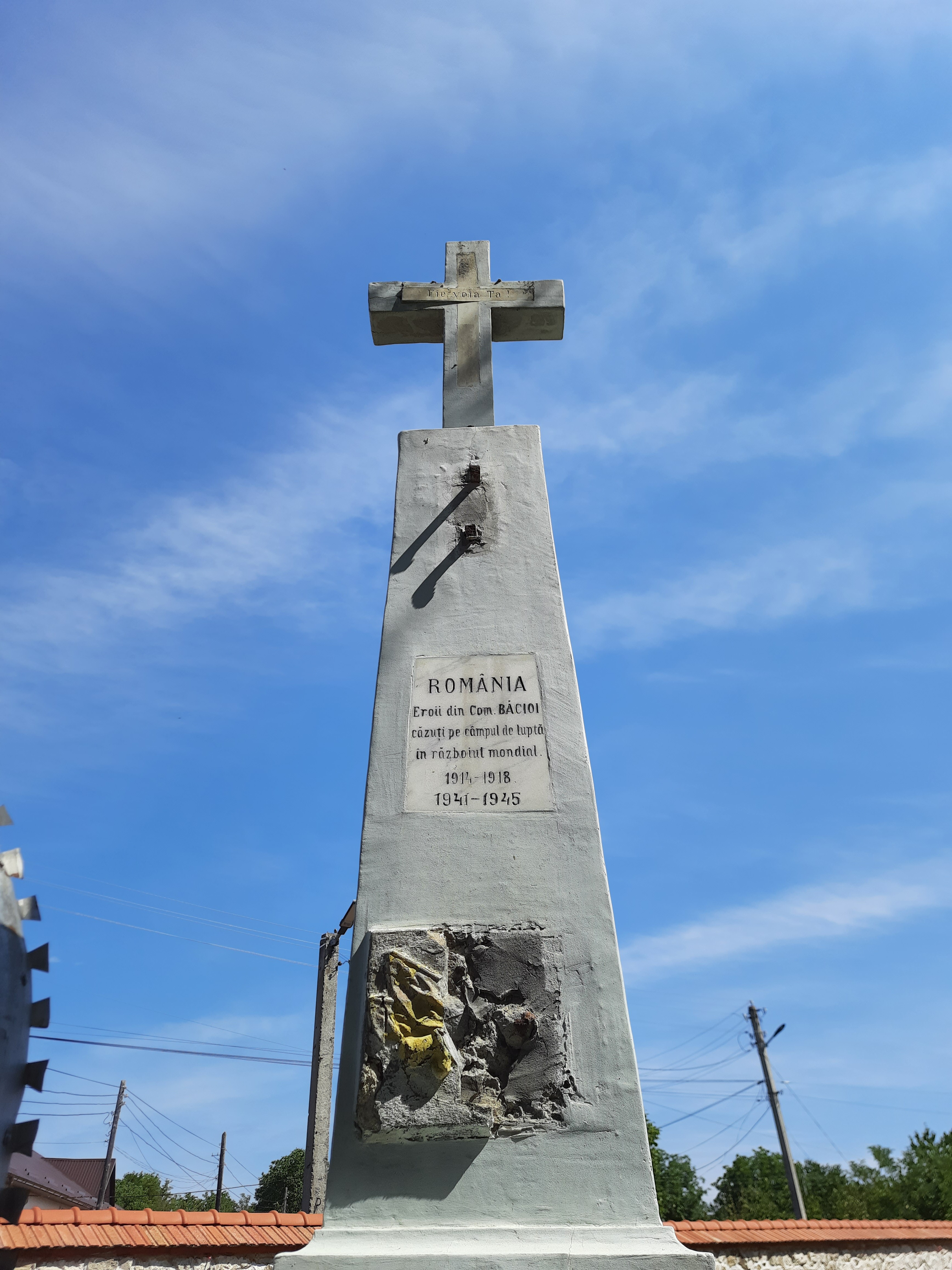
Monumentul eroilor căzuți în razboaiele mondiale.
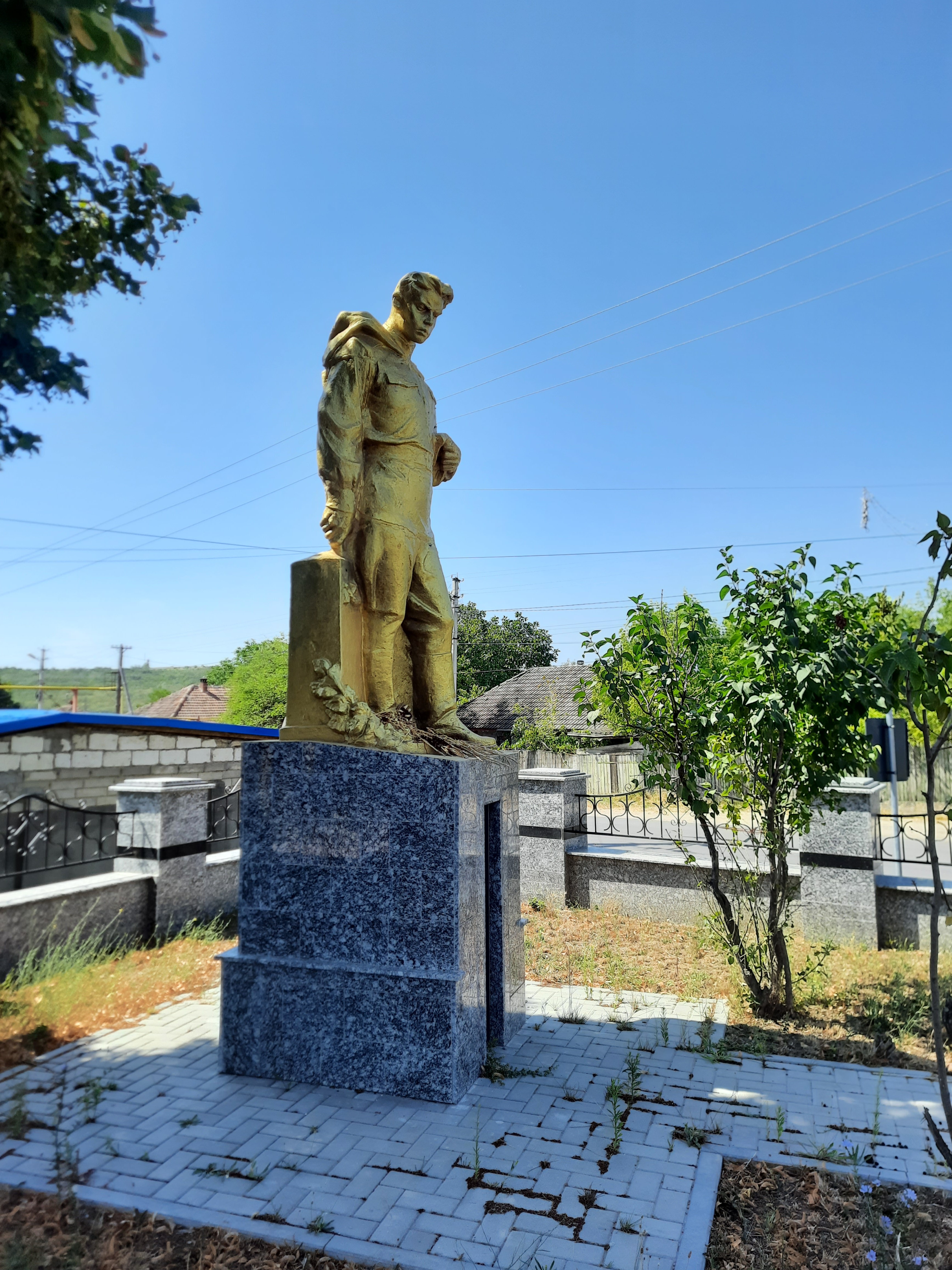
Mormântul comun al ostașilor căzuți în 1944.
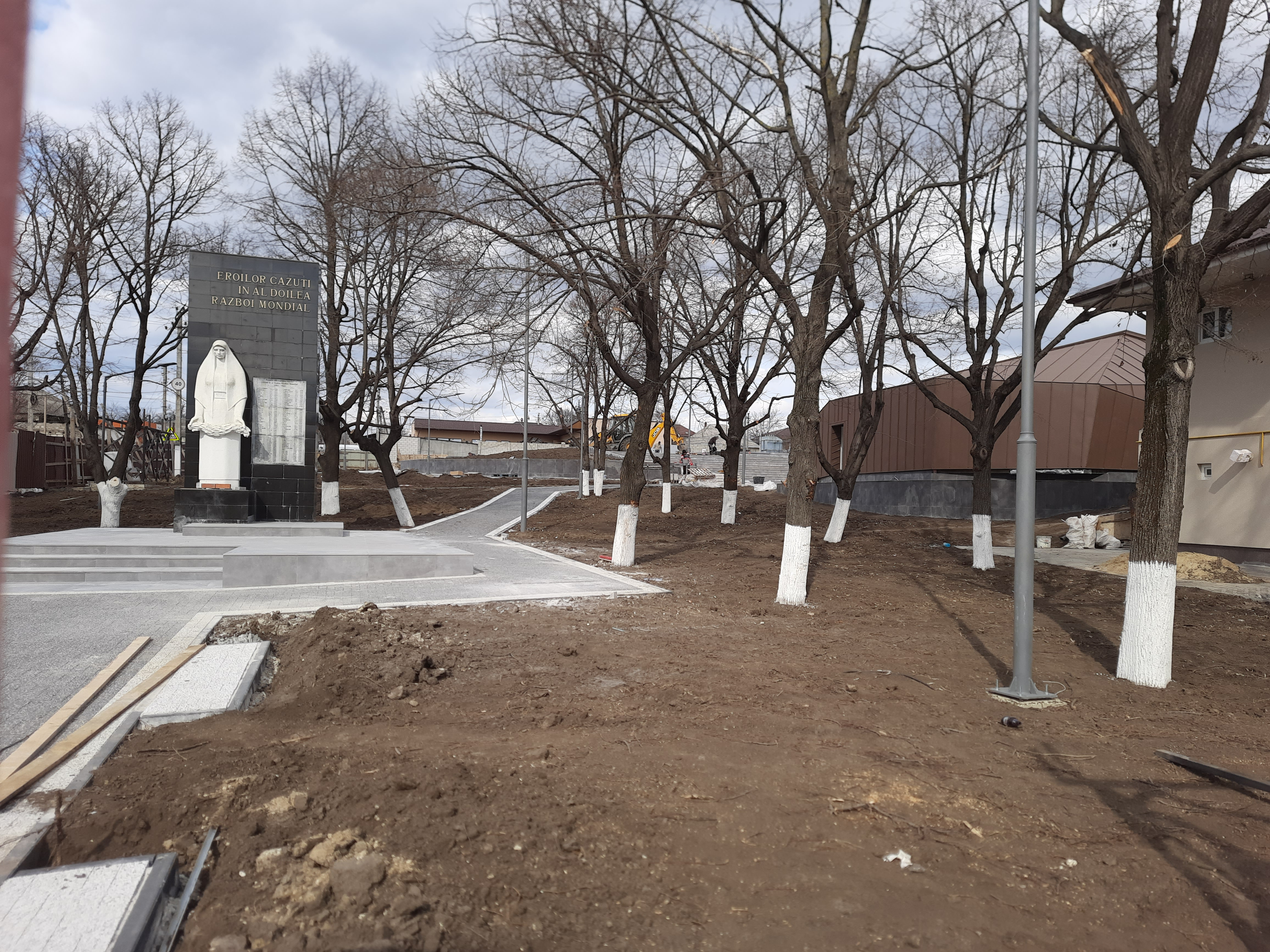
Monument în memoria consătenilor căzuți în Al Doilea Război Mondial.

Alte locuri

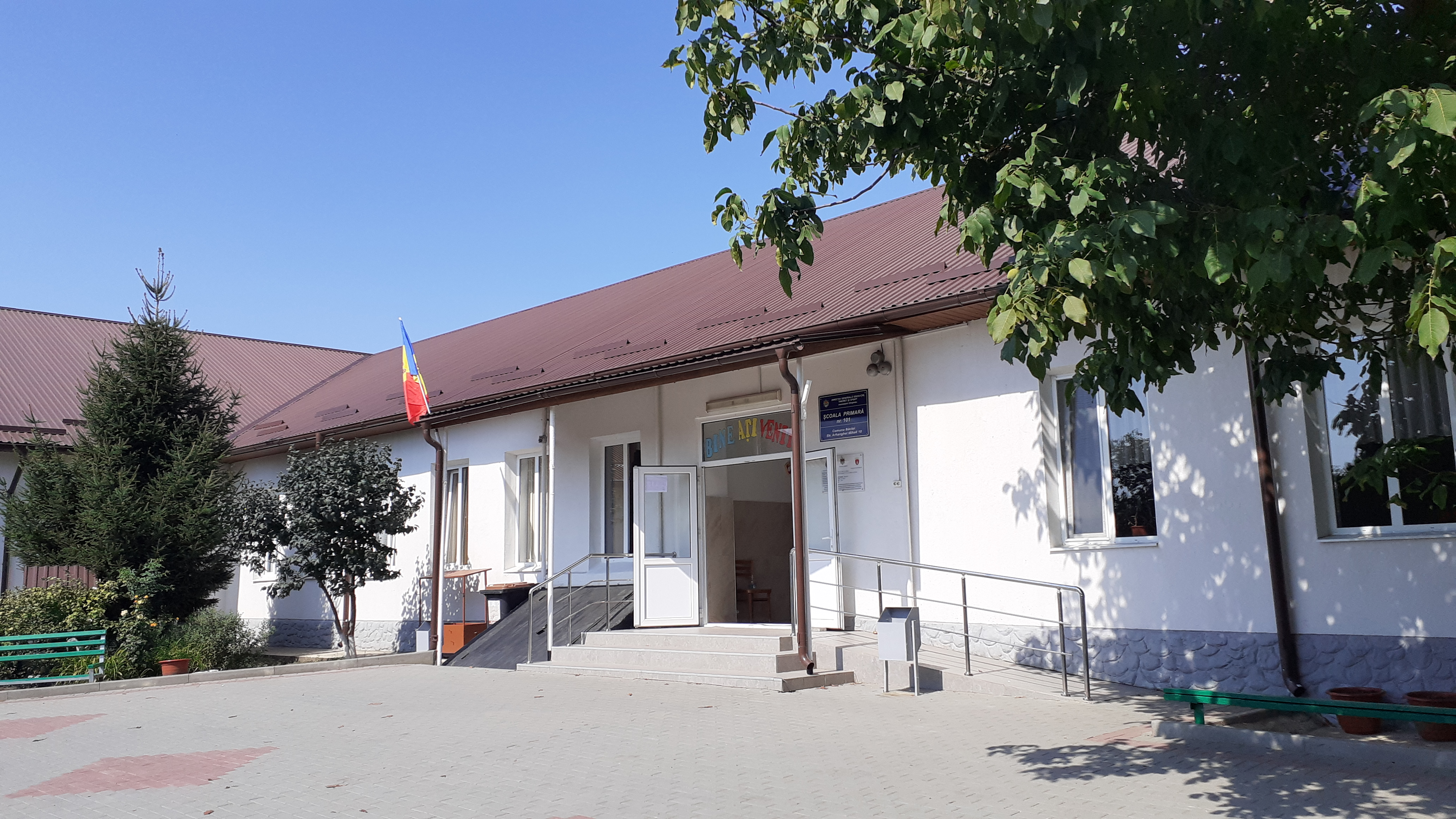
Școala primară № 101.
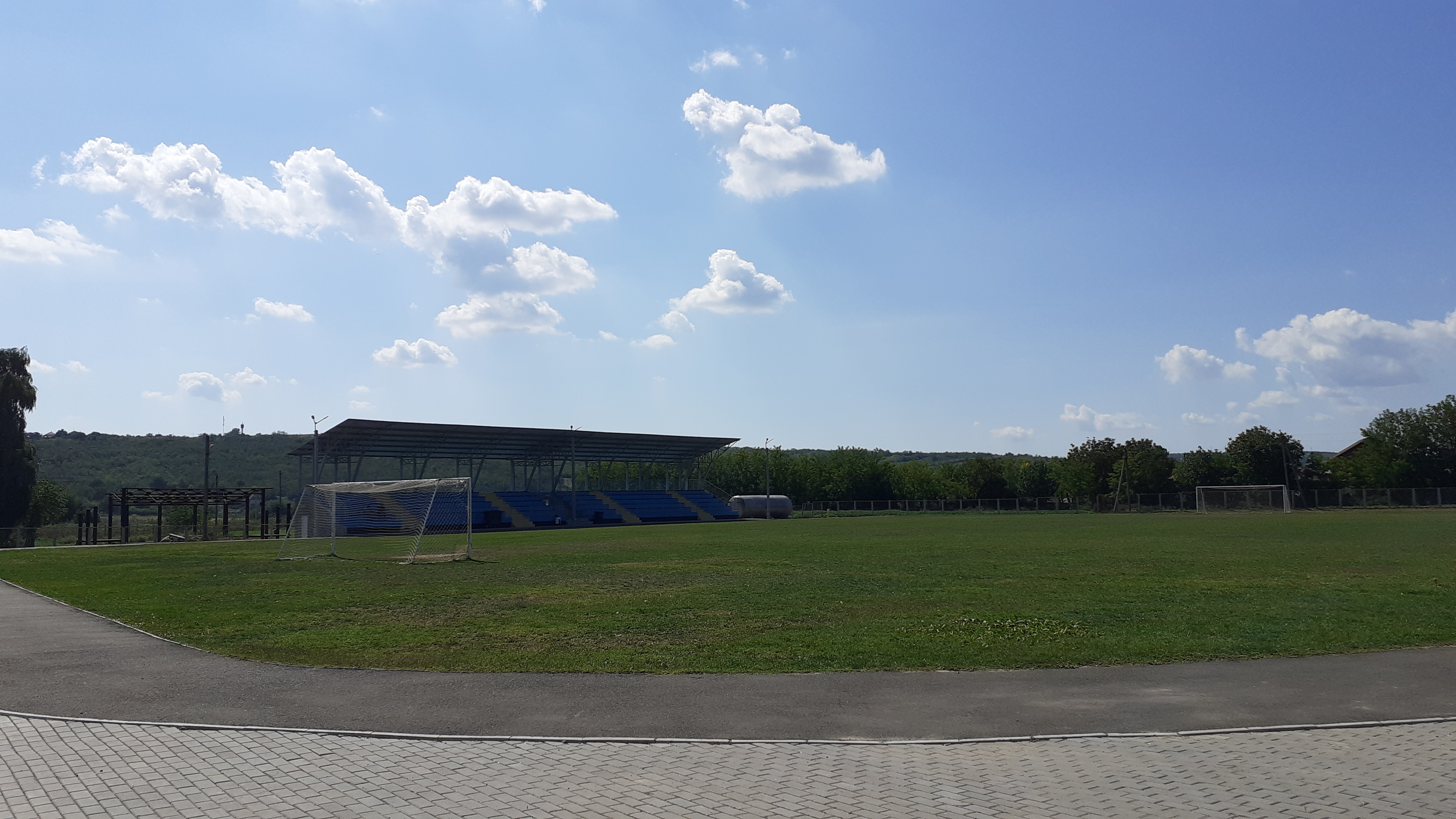
Stadionul clubului de fotbal FC Băcioi.
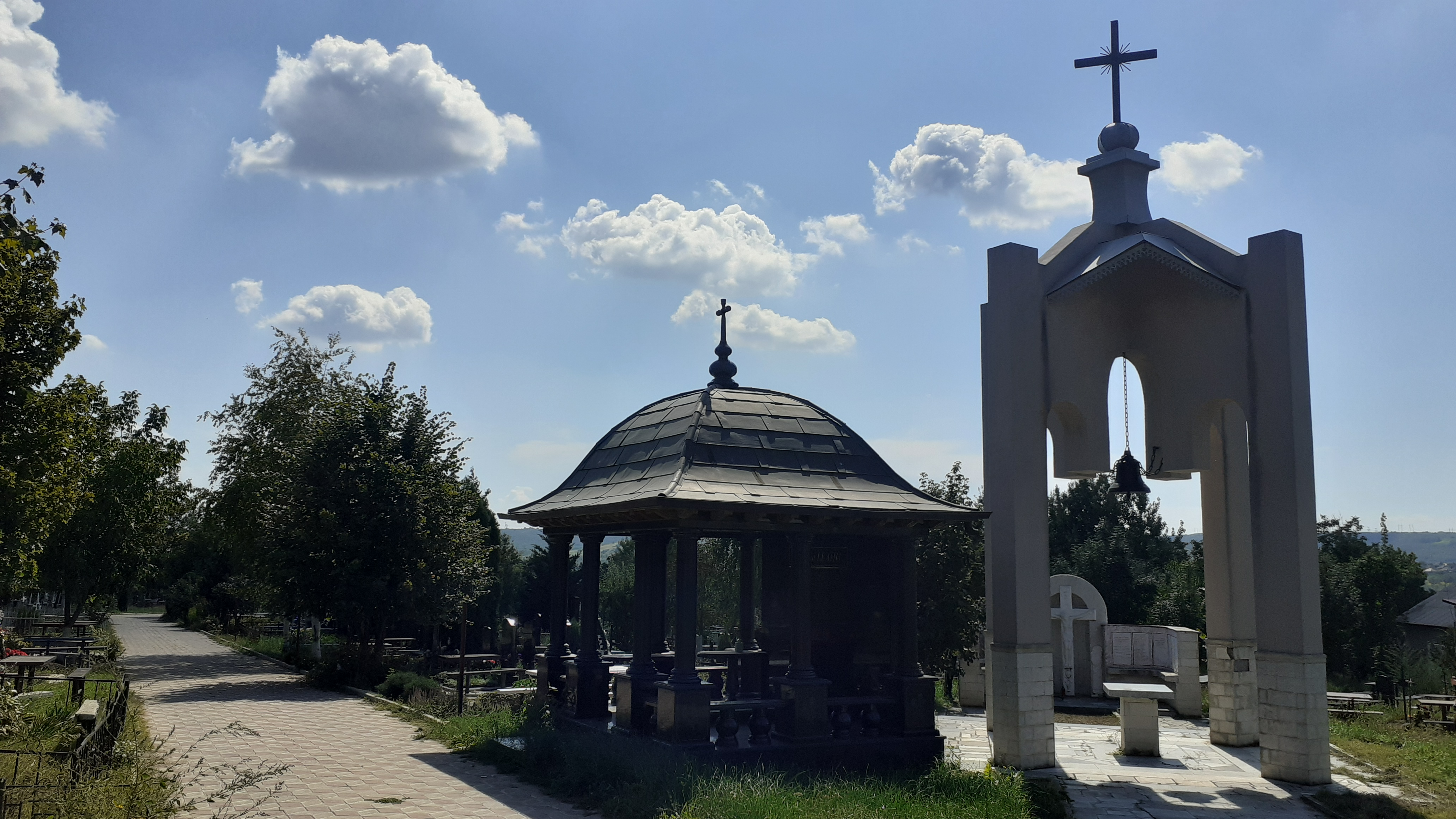
Clopotnița din cimitir.
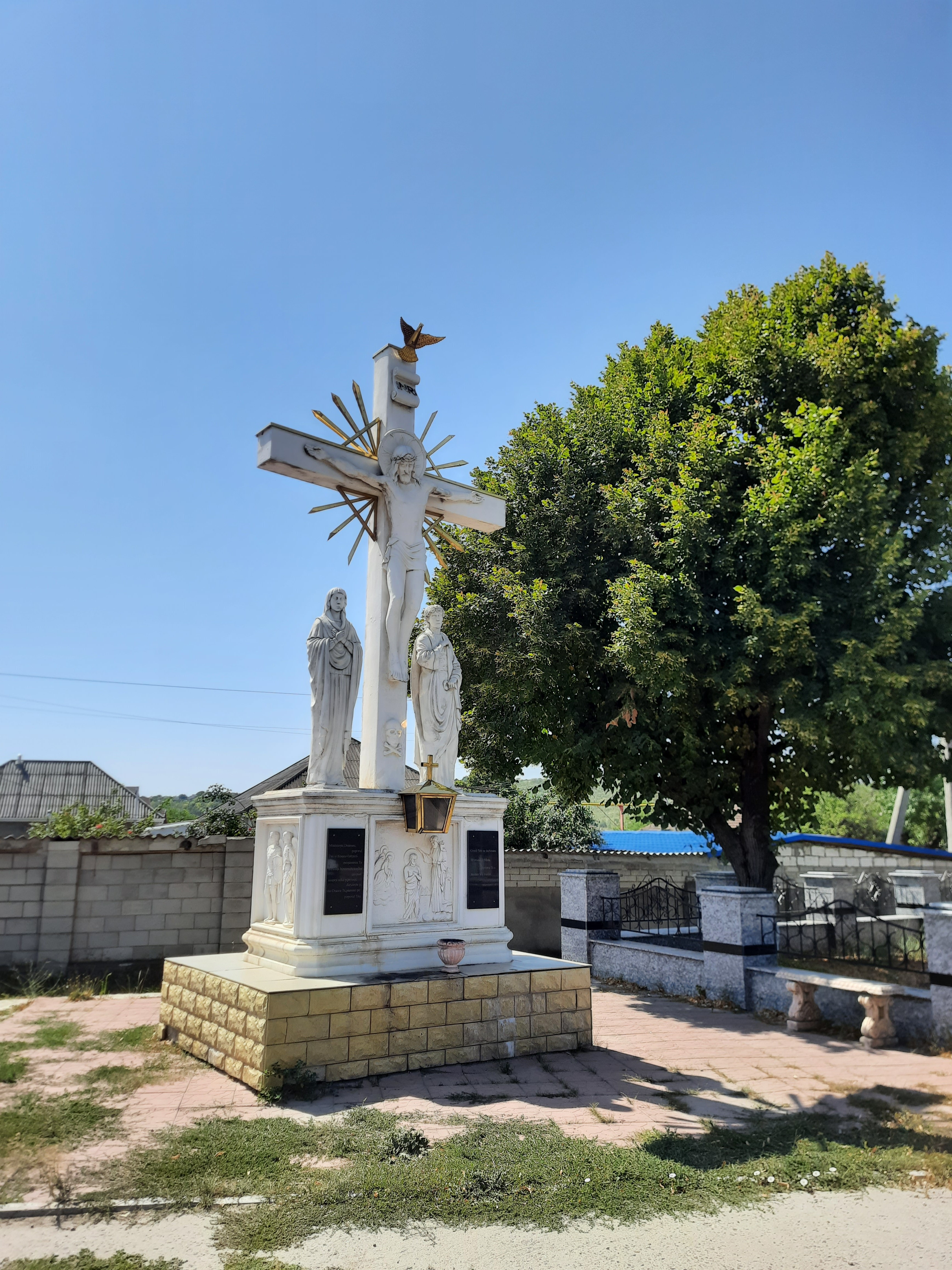
Răstignire la intersecția drumului central cu drumul de acces spre Frumușica.

## Personalități
- Anastasia Lazariuc (n. 1953), cântăreață, decorată cu Ordinul Republicii.